# Bakerella hoyifolia
Bakerella hoyifolia là một loài thực vật có hoa trong họ Loranthaceae. Loài này được (Baker) Balle mô tả khoa học đầu tiên năm 1964.